# Rathouisia leonina
Espèce
Rathouisia leonina est une espèce de mollusques gastéropodes endémique de Chine.

## Histoire
Rathouisia leonina a été décrit pour la première fois  en 1882 par le missionnaire et zoologiste français Pierre Marie Heude. C'est l'espèce type du genre Rathouisia, nommé ainsi en honneur du père jésuite Charles Rathouis qui a fait les premiers dessins de ces espèces pour Heude.

## Alimentation
Rathouisia leonina est carnivore et se nourrit essentiellement d'escargots, dont les espèces Bradybaena similaris, Acusta ravida, Trichobradybaena submissa et Opeas arctipsirale.